# Безчастнов, Михаил Фёдорович
Михаил Фёдорович Безчастнов (?, Тирасполь — ?? мая 1942, Одесса) — архитектор, главный городской инженер Одессы, первый городской архитектор советской Одессы.

## Биография
В 1881 году М. Безчастнов со своей семьей переехал из Тирасполя в Одессу. В 1884 Михаил Федорович поступил в реальное училище. В 1898 году Михаил Безчастнов окончил Институт гражданских инженеров императора Николая I, получив первый (высший) разряд. С 1903 года он работает городским инженером, одновременно исполняя обязанности секретаря Отделения Русского Технического общества. Через восемь лет, в 1911 году Михаил Федорович избирается председателем строительного отдела и по совместительству членом бюро санитарного попечительства по борьбе с чумой. После 1920 года М. Безчастнов работает городским архитектором планировочного управления. В 1928 году проводит работы по реконструкции Пересыпи, а также устройству земляной дамбы придуманной по его дизайну. В 1920-е годы реконструирует городские скверы. Одновременно с этим размещает в скверах скульптуры («Лаокоон», «Амур и Психея» в Пале-Рояле, «Лев», «Львица» и т. д.). М. Безчастнов руководит осуществлением противооползневых построек (1928—1940 гг.). Далее он проводит обустройство парка культуры и отдыха им. Т. Г. Шевченко. Затем благоустройство курорта «Аркадия». Одновременно создает парки в Лузановке и в Водяной Балке. В 1930 году он проводит реставрацию Потемкинской лестницы. Впоследствии М. Безчастнов разрабатывает первый генеральный план социалистической Одессы. Реализация основных моментов плана завершается к 1938 году. В 1940 году получает тяжелую травму от которой он прикован к постели. Скончался в мае 1942 года.

## Избранные реализованные проекты
- Генеральный план Одессы
- Пруды в Дюковском парке
- Дендрарий (не сохранился, был на месте парка Победы)
- Новоаркадийская дорога (ныне пр. Шевченко)
- Реконструкция Пересыпи (1928 г.)
- Земляная дамба
- Постройка противооползневых построек (1928—1940 гг.)
- Обустройство парка культуры и отдыха им. Т. Г. Шевченко
- Благоустройство курорта «Аркадия» (совместно с архитектором Н. Каневским)
- Реализация парка в Лузановке
- Реализация парка в Водяной Балке (ныне Дюковский парк)
- Реставрация Потемкинской лестницы (1930-е гг.)

## Семья
- Жена — Елена Гайдукова.